# Nadeschda Petrowna Tschernyschowa
Nadija Petrowna Tschernyschowa (russisch Надежда Петровна Чернышёва, * 21. März 1951 in Kasan; † 3. Mai 2019 in Moskau) war eine sowjetische Steuerfrau im Rudern.

## Biografie
Bei der olympischen Premiere des Frauenruderns 1976 in Montreal startete Nadeschda Tschernyschowa als Steuerfrau von Galina Jermolajewa, Anna Kondraschina, Larissa Alexandrowa und Mira Waganowa in der Regatta mit dem Doppelvierer. Es siegte das Boot aus der DDR vor dem sowjetischen Doppelvierer und den Rumäninnen.
Bei den Weltmeisterschaften 1978 im neuseeländischen Hamilton gewann Tschernyschowa zusammen mit Reet Palm, Jelena Chlopzewa, Olga Wassiltschenko und Nadeschda Kosotschkina die Bronzemedaille.